# Morlaye Soumah
Morlaye Soumah   (Conakry, 4 de novembre de 1971) és un exfutbolista guineà de la dècada de 1990.
Fou internacional amb la selecció de futbol de Guinea. Pel que fa a clubs, destacà a SC Bastia.